# ژان-ژاک دلبو
ژان-ژاک دلبو (فرانسوی: Jean-Jacques Delbo‎؛ ‏ ۱۰ ژانویهٔ ۱۹۰۹ – ۲۰ مهٔ ۱۹۹۶) هنرپیشه اهل فرانسه بود.
از فیلم‌ها یا برنامه‌های تلویزیونی که وی در آن نقش داشته‌است، می‌توان به لافایت، هر شماره‌ای می‌تواند برنده باشد، کنت دو مونت-کریستو، دو خواهر، یکسره مجنون او و ناپلئون اشاره کرد.